# قرار مجلس الأمن التابع للأمم المتحدة رقم 515
قرار مجلس الأمن التابع للأمم المتحدة رقم 515، الذي اعتمد في 29 يوليو 1982، بعد الإشارة إلى القرارات 512 (1982)، 513 (1982) و‌اتفاقيات جنيف، طالب المجلس إسرائيل برفع الحصار عن بيروت، عاصمة لبنان، للسماح بتقديم معونة عاجلة للسكان المدنيين هناك. وطلب أيضًا إلى الأمين العام أن يحيل نص القرار إلى حكومة إسرائيل وأن يرصد تنفيذ القرار 515.
وقد صدر القرار بإغلبية 14 صوتًا مقابل لا شيء؛ ولم تشارك الولايات المتحدة في التصويت. ولم تنفذ إسرائيل القرار.

## وصلات خارجية
- Text of Resolution at UN.org (PDF)